# Anna Karolin Berger
Anna Karolin Berger (* 2. April 1992 in Wetzlar) ist eine deutsche Schauspielerin.

## Leben
Karo ist eine deutsche Schauspielerin, die in Wetzlar geboren wurde und schon früh ihre Leidenschaft für die Bühne entdeckte. Ihre ersten Schritte als Schauspielerin machte sie in ihrer Kindheit auf der Volksbühne, wo sie unter anderem in Goethes „Die Leiden des jungen Werthers“ auftrat.
Nach ihrer intensiven Bühnenerfahrung schickten ihre Eltern sie nach Köln, um eine Schauspielausbildung zu absolvieren. Während dieser Zeit sammelte sie Erfahrungen vor der Kamera und wirkte in verschiedenen Formaten des ZDF und der ARD mit, darunter beliebte Serien wie Tatort Dortmund, Lindenstraße, Professor T und Heldt.
Nach ihrer Ausbildung erweiterte Karo ihr Repertoire mit ersten Kinoprojekten, in denen sie an der Seite namhafter Schauspieler wie Jürgen Vogel und Christoph Maria Herbst spielte. 2025 trat sie in der dritten Staffel von WaPo Duisburg als Merle Kuhn auf.

## Filmografie (Auswahl)

### Film
- 2018: Shadows
- 2018: Overrun
- 2018: Hotelaussichten
- 2019: Hermann
- 2020: Die Angst vor dem Wasser
- 2020: Hotel Utopia
- 2020: Machtlos
- 2020: Es ist nur eine Phase, Hase
- 2022: Am Ende zählst du
- 2022: Manta Manta 2
- 2024: Pilgrimage

### Fernsehen
- 2016: Professor T
- 2017: Unter Uns
- 2017: Einstein
- 2018: Die Comedy Show
- 2018: Heldt
- 2019: Think big!
- 2019: Nachtschwestern
- 2019: Lindenstraße
- 2020: Tatort - Monster
- 2020: Alle Lieben Jacky
- 2020: Verbotene Liebe - Next Generation
- 2021: Alles was zählt
- 2022: Alarm für Cobra 11 - #JEDENDRITTENTAG
- 2022: Nachts im Paradies
- 2025: WaPo Duisburg (Fernsehserie, Folge Abschied einer Junggesellin)

## Theater
- 2014: Poetisch Zuckerbrot
- 2016: Sinn
- 2017: Krieg
- 2022: Die Dachauer Prozesse